# テイキンザクラ

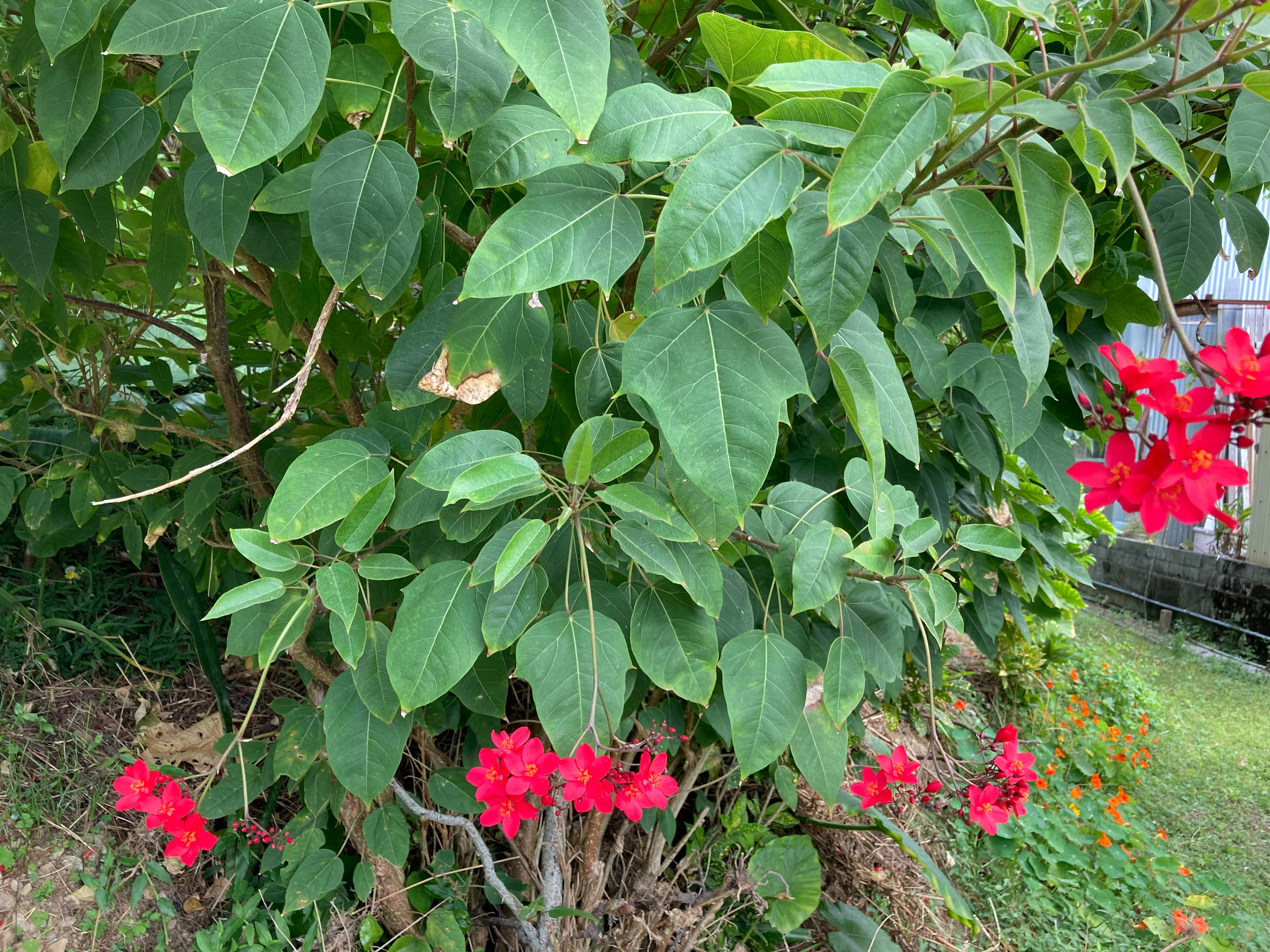
ホコバテイキンザクラの矛葉

テイキンザクラ（提琴桜、学名：Jatropha integerrima）は、西インド諸島原産の常緑低木。トウダイグサ科ナンヨウアブラギリ（ヤトロファ）属に属す。
提琴とはバイオリンのことで、葉の形がバイオリンを連想させることによる。しばしば南洋桜とも呼ばれるが、ナンヨウザクラ（シナノキ科またはナンヨウザクラ科に分類される）は別種である。

## 特徴
葉は卵形で全縁、また浅く3裂する品種もある。葉長7–20 cm。花は5弁で見かけはサクラに似ており、桃色または鮮紅色、集散花序につく。花期はほぼ通年だが春は花数が多い。果実は朔果で種子を6個含み3つに割れる。沖縄県内では葉が3浅裂し矛型になる個体が多く植栽されており、ホコバテイキンザクラとも呼ばれる。

## 利用
庭木、公園樹に用いられる。